# 渡邊一
渡邊一（日语：／ Watanabe Hajime，1957年—），日本男性動畫師、人物設計師。出身於新潟縣。

## 來歷、人物
他的職業生涯始於土田製作公司（該公司於1986年7月破產）擔任動畫師。離開公司後，長期在STUDIO GALLOP（現GALLOP）工作，但目前作為自由工作者工作。
代表作品有《奇天烈大百科》、《丸少爺》、《校園迷糊大王》負責人物設定、總作畫監督。於動畫情報雜誌《Animage》（德間書店）正在連載名為《動畫製作進行黑美》的4格漫畫。
他經常與動畫導演大地丙太郎合作。而且，《隆一漫畫劇場 背負妖怪》的首席總監渡邊一是當時EIKEN負責導演渡邊米彥的化名，是另外一個人。

## 參加作品

### 電視動畫
1977年
- 野球狂之詩（日语：野球狂の詩）（—1979年，動畫）※渡邊一名義。

1980年
- 漫畫諺語事典（日语：まんがことわざ事典）（—1982年，動畫）※渡邊一名義。
- 漫畫山田君（日语：おじゃまんが山田くん）（—1982年，原畫）※渡邊一名義。

1982年
- 電子神童（原畫）※後半為止渡邊一名義。

1983年
- 漫畫日本史（日语：まんが日本史 (日本テレビ)）（—1984年，原畫）※渡邊一名義。
- 足球小將翼 (昭和版)（—1986年，原畫）

1985年
- Q太郎 (1985年版)（—1987年，作畫監督）

1986年
- 鄰家女孩（—1987年，作畫監督）

1987年
- 陽光普照（日语：陽あたり良好!）（—1988年，作畫監督）

1988年
- 奇天烈大百科（—1996年，總作畫監督）

1992年
- 緞帶魔法姬（—1993年，人物設定、總作畫監督）

1994年
- 小紅帽恰恰（—1995年，人物設定、總作畫監督）

1995年
- 守護天使莉莉佳（—1996年，人物設定、總作畫監督）

1996年
- 玩偶遊戲（—1998年，人物設定、作畫監督、原畫）

1997年
- 呱呱響叮噹（日语：ケロケロちゃいむ）（主要人物設定[注 2]）

1998年
- 丸少爺（1998年—，人物設定）

1999年
- 十兵衛 -心形眼罩的秘密-（原畫）
- 此時此刻的我（—2000年，原畫）

2000年
- 隨風飄的月影蘭（人物設定）
- 第一神拳（—2001年，第1期OP作畫）

2001年
- 星之卡比（—2003年，原畫）
- 魔法水果籃 (2001年版)（原畫）

2002年
- 狐狸秀丸（日语：フォルツァ!ひでまる）（人物設定）

2003年
- 萬花筒之星（—2004年，人物設定、總作畫監督）[注 3]

2004年
- 校園迷糊大王（—2005年，人物設定、作畫監督）[1]

2005年
- 光速蒙面俠21（第1期OP原畫）

2006年
- 校園迷糊大王 二學期（人物設定、作畫監督）

2007年
- 悲慘世界 少女珂賽特（人物設定[注 4]、作畫監督）

2008年
- 藥師寺涼子怪奇事件簿（作畫監督）

2009年
- 浪漫追星社（人物設定、總作畫監督）[2]

2010年
- 學生會長是女僕！（原畫）

2011年
- 幸福光暈 ～hitotose～（總作畫監督、OP&ED作畫監督）

2012年
- 向銀河開球（—2013年，人物設定、總作畫監督）

2013年
- 寶石寵物 Happiness（ED原畫）

2015年
- 聖劍使的禁咒詠唱（配角設定、總作畫監督）
- 新我們這一家（作畫監督、原畫）

2016年
- 海螺小姐（原畫）
- 烏龍派出所 THE FINAL 兩津勘吉 最後的一天（原畫）

2018年
- 足球小將翼 (2018年版)（—2019年，人物設定、總作畫監督）

2022年
- 神奇柑仔店（—2023年，人物設定）

2023年
- 足球小將翼 Season2 Jr Youth 篇（人物設定、總作畫監督[3]）

### 電影動畫
2000年
- 丸少爺：約定之夏 邪留與瀨見羅（人物設定）

### OVA
2001年
- 動畫製作進行黑美（日语：アニメーション制作進行くろみちゃん）（—2004年，人物設定、作畫監督）

2004年
- 萬花筒之星 嶄新的羽翼 -EXTRA STAGE-（人物設定、總作畫監督）[注 3]

2005年
- 校園迷糊大王 一學期補習（人物設定、總作畫監督）
- 萬花筒之星 Legend of phoenix ～蕾拉·漢米頓物語～（人物設定、總作畫監督）

2008年
- 校園迷糊大王 三學期（人物設定、作畫監督）

2009年
- 異世界聖機師物語（—2010年，人物設定、總作畫監督）

2010年
- 幸福光暈（作畫監督）

## 動畫以外參加作品
- （擔任插圖，著：安藤根井，講談社X文庫White Heart（日语：講談社X文庫ホワイトハート）刊）ISBN 978-4-06-255951-5

## 腳註

## 相關項目
- GALLOP
- 土田製作公司
- 日本動畫師列表（日语：アニメ関係者一覧）